# 젤레즈노고르스크 (쿠르스크주)

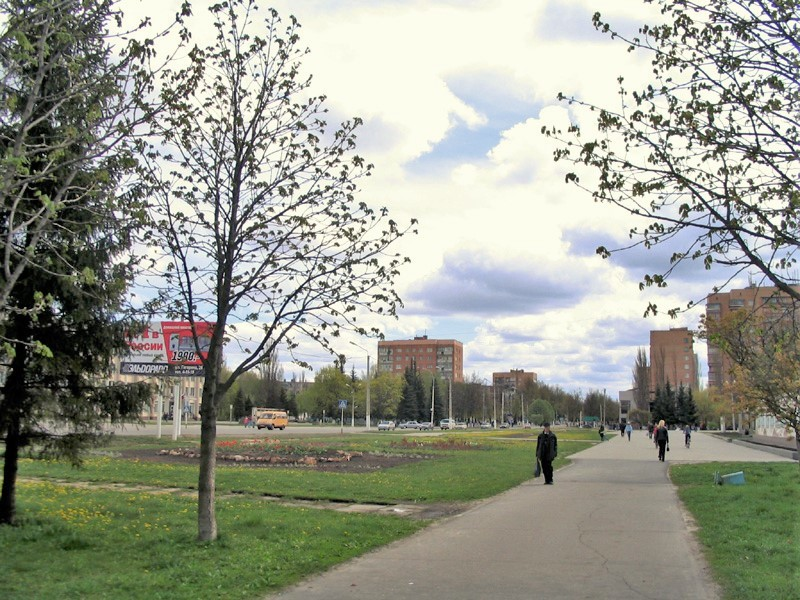
젤레즈노고르스크의 레닌 거리

젤레즈노고르스크(러시아어: Железного́рск)는 러시아 쿠르스크주에 위치한 도시로, 인구는 95,558명(2002년 기준)이다. 쿠르스크(쿠르스크 주의 주도)에서 북서쪽으로 130km 정도 떨어진 곳에 위치한다. 1957년 철광석 산업을 발전시키기 위한 차원에서 신설되었으며 1962년 시로 승격되었다.